# Danh sách nhân vật trong Heo Peppa

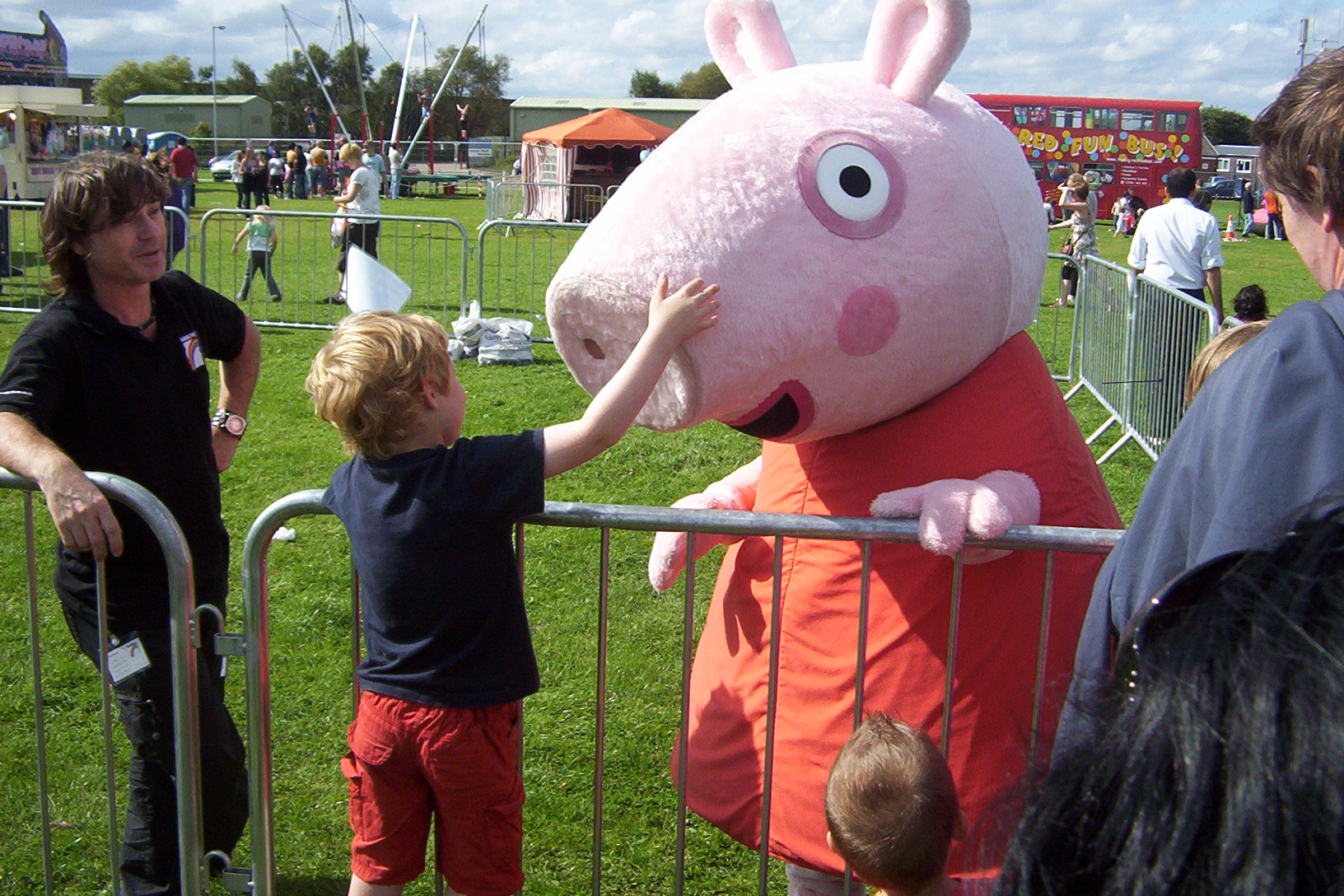
Peppa Pig (giữa bên phải, trong chiếc váy màu cam) trong một buổi xuất hiện ở Anh

Đây là danh sách các nhân vật trong chương trình truyền hình thiếu nhi Heo Peppa.

## Nhân vật chính
Heo Peppa (Lily Snowden-Fine lồng tiếng bởi trong loạt phần 1, Cecily Bloom trong loạt phần 2, Harley Bird trong loạt phần 3 đến 6, Amelie Bea Smith trong loạt phần 6 và Sydney Patrick trong phiên bản US Cartoon Network): Một nàng heo, nhân vật chính trong phim. Sở thích của Peppa bao gồm nhảy trong vũng bùn, chơi với gấu bông của cô, Teddy. Người bạn thân nhất của cô là Cừu Suzy. Cô có một con cá vàng tên là Goldie, cô mặc một chiếc váy đỏ, mang một đôi giày màu đen và giáo viên của cô là Cô Linh dương.
Heo George: em trai của Peppa. George rất thích con khủng long đồ chơi mà Heo Ông và Heo Bà đã tặng cho cậu, nó được đặt tên là "Ông khủng long" (nhưng do vốn từ vựng hạn chế của George nên cậu phát âm nó là "dine-saur") được biết đến trong tập "Những ngày xa xưa". George hai tuổi như trong tập phim "Sinh nhật của George". George mặc một chiếc áo thun màu xanh và mang đôi giày màu đen.
Heo Mẹ: là mẹ của Peppa và George. Cô làm việc trên máy tính tại nhà. Cô cũng từng làm lính cứu hỏa tình nguyện trong phần 3; Cô làm tác giả trong mùa 5. Cô bây giờ là một giáo viên dạy nghề và giáo dục công việc.
Heo Ba:(Richard Ridings lồng tiếng, Oscar Cheda lồng tiếng trong phiên bản US Cartoon Network và Andrew Macheca là lồng giọng hát) Heo Ba là cha của Peppa và George. Anh ta làm một kỹ sư kiến trúc trong tập phim "Ngôi nhà mới". Anh đeo kính. Cha mẹ anh chưa bao giờ xuất hiện hoặc nghe nói trong loạt phim. Heo Ba có vấn đề với việc đọc bản đồ. Mặc dù vậy, anh vẫn giữ thái độ vui vẻ và không bao giờ để bất cứ điều gì làm anh thất vọng, ngay cả khi ông Khoai Tây công khai lăng mạ anh trong chương trình truyền hình của mình, mà cả thị trấn dường như xem.

## Nhân vật phụ

### Người thân của gia đình Heo Peppa
Heo Ông: Heo Ông là cha của Heo Mẹ. Mặc dù hai người cãi nhau và đánh nhau trong một vài tập, ông là bạn thân với Chó Ông và Thỏ Ông. Ông có một chiếc xe lửa với bánh xe làm bằng cao su tên là Gertrude và ông cảm thấy bực tức khi các nhân vật khác gọi nó là xe lửa đồ chơi, khiến ông nói rằng "Gertrude không phải là một món đồ chơi, nó là một đầu máy nhưng thuộc loại nhỏ thôi!". Ông thích chèo thuyền và làm vườn.
Heo Bà: Heo Bà là mẹ của Heo Mẹ. Bà là một fan hâm mộ của nước hoa. Bà trồng táo cùng với rau trong khu vườn bên cạnh nhà của mình.
Heo Bác (được lồng tiếng bởi John Sparkes) - là anh trai của Heo Ba, là chồng của Heo Dì, là bố của Chloe và Alexandre. Anh có một cái bụng lớn và thích ngủ giống như Heo Ba.
Heo Dì (do Alison Snowden lồng tiếng trong loạt 1,2 và Judy Flynn trong loạt 3) là vợ của Heo Bác, là mẹ của Chloe và Alexander.
Heo Chloe (được lồng tiếng bởi Eloise May trong loạt 11, Abigail Daniels trong loạt 3-4, Zara Siddiqi trong loạt 4 và Charlotte Potterton trong loạt 6) - Chloe là chị họ của Peppa và George, là chị gái của Alexander. Những người bạn thân nhất của cô là Gấu Belinda và Sóc Simon, họ thích trêu chọc Peppa. Cô ấy 8 tuổi, mặc một chiếc váy màu vàng. Cô và gia đình không xuất hiện trong loạt 5 nhưng họ trở lại trong loạt 6.
Heo Alexander: Alexander là em trai của Chloe, là em họ của Peppa và George. Từ đầu tiên Alexander nói được là "vũng bùn", được Peppa dạy cho.

### Gia đình Cừu
Cừu Suzy: Cô là bạn thân từ lúc bé của Peppa trong tập “Những ngày xa xưa”. Cô mặc một chiếc váy màu hồng và đi đôi giày màu đen. Cô hay cãi nhau với Peppa nhưng cả hai vẫn là bạn thân với nhau.
Cừu Mẹ: Cô là mẹ của Cừu Suzy và là bạn thân của Heo Mẹ

### Gia đình Ngựa
Ngựa Pedro: Cậu bị cận nên đeo kính mắt đen, quần áo vàng và mang giày đen. Cậu rất thích ngủ nên Pedro đôi khi đi học trễ, có lần cậu đã làm cả lớp không kịp đi xem viện bảo tàng vì đã ngủ quên và đến trễ. Trong tập "Vỏ kịch ở trường", Peppa đã hôn Pedro sau khi vở kịch của họ kết thúc. Cậu thường xuyên mặc sai trang phục, như trong tập phim "Thể dục", cậu đã mặc trang phục siêu anh hùng thay vì trang phục thể dục của mình. Cậu cũng thường được thấy mặc trang phục cao bồi và cậu muốn sau này được làm cao bồi.
Ngựa Mẹ: là mẹ của Pedro
Ngựa Ba: anh là ba của Pedro và là một bác sĩ nhãn khoa

### Gia đình Thỏ
Thỏ Rebecca: Rebecca là bạn của Peppa. Cô là chị gái của Richard, Rosie và Robbie. Cô mặc một chiếc váy màu ngọc lam, mang đôi giày màu đen. Cô rất thích cà rốt.
Thỏ Richard: em trai của Rebecca và là anh của cặp song sinh (Rosie và Robbie). Cậu là bạn thân nhất của George, mặc áo thun màu xanh đậm, đi đôi giày đen.
Cô Thỏ: Cô Thỏ có nhiều công việc cùng một lúc: lái xe buýt ở trường, làm thu ngân tính tiền ở siêu thị, làm thủ thư, là phi công lái máy bay trực thăng, làm lính cứu hỏa, bán kem, quản lý cửa hàng giày, làm y tá, người bán vé ở hồ cá,... cô ấy yêu công việc của mình. Cô là chị em sinh đôi của Thỏ Mẹ và là dì của Rebecca, Richard, Rosie, Robbie. Cô mặc một chiếc váy màu vàng giống như Thỏ Mẹ.
Thỏ Mẹ: Mẹ của Rebecca, Richard, Rosie và Robbie. Cô là chị em sinh đôi của Cô Thỏ.
Thỏ Ba (được lồng tiếng bởi John Sparkes) - cha của Rebecca, Richard và cặp song sinh. Anh làm việc với Heo Ba và Cô Mèo trong một văn phòng trên tầng cao nhất. Anh là một người điều khiển tàu hỏa và là người quản lý bảo tàng. Anh là người nói giọng xứ Wales, đó là một cách chơi chữ của "Welsh rarebit".
Thỏ Ông: Ông tên là Grampy. Ông có thể chơi đàn banjo và đã từng lái phi thuyền lên Mặt trăng. Ông là ông nội của Rebecca, Richard, Rosie và Robbie, là cha của Thỏ Mẹ và Cô Thỏ. Ông là người nói rất to và hay hồi tưởng về những cuộc phiêu lưu của mình.
Thỏ Rosie và Thỏ Robbie: Em ruột của Rebecca và Richard. Họ được sinh ra trong tập phim "Bump Rabbit's Bump" và đây là một cặp song sinh.

### Gia đình Chó
Chó Danny : Là bạn của Peppa. Cậu mặc một chiếc áo màu tím. Cậu muốn trở thành một cướp biển khi cậu lớn, có thể do thói quen chèo thuyền của cha và ông nội cậu.
Chó Mẹ: Là mẹ của Danny
Chó Ba: Là ba của Danny. Anh là một thuyền trưởng, đã đi vòng quanh thế giới bằng thuyền trong vòng 1 năm lẻ 1 ngày và kiếm được về rất nhiều tiền. Sau đó, anh đã giải nghệ.
Chó Ông: Là ông của Danny. Ông là bạn của Heo Ông và Thỏ Ông. Họ đã từng bị mắc kẹt trên một hoang đảo

### Gia đình Mèo
Mèo Candy: là bạn của Peppa. Cô mặc một chiếc váy màu xanh ngọc và mang đôi giày đen.
Mèo Mẹ: là mẹ của Candy. Cô là một nhà thiết kế đồ họa và là đồng nghiệp của Heo Ba và Thỏ Ba.
Mèo Ba: là ba của Candy. Cả nhà họ rất thích cá và thường xuyên đi tham quan thủy cung.

### Gia đình Ngựa vằn
Ngựa vằn Zoe: là bạn của Peppa. Cô có một con gấu bông tên là “Con Khỉ”
Ngựa vằn Mẹ: là mẹ của Zoe. Cô có biệt tài là biết làm gốm.
Ngựa vàn Ba: là ba của Zoe. Anh là một nhân viên đưa thư và giao hàng, anh còn được gọi là “Chú đưa thư Ngựa vằn”. Anh có thể chơi piano như trong tập "Buổi tiệc đêm khuya" và chơi bài "Twinkle Twinkle Little Star / Kìa vì sao đang lấp lánh xa" để khiến Peppa và mọi người ngủ thiếp đi.
Ngựa vằn Zuzu & Zaza: là hai em bé song sinh và nhỏ hơn George.

### Gia đình Voi
Voi Emily: Cô xuất hiện lần đầu tiên trong tập phim "Bạn Voi Emily". Cô có thể tạo ra âm thanh lớn bằng cái vòi của cô. Cô mặc một chiếc váy màu vàng sẫm và mang giày đen
Voi Edmond: là em của Emily. Cậu rất thông minh
Voi Ba: là ba của Emily và Edmond. Anh là một nha sĩ và làm nhân viên bán vé trong rạp xiếc.
Voi Mẹ: là mẹ của Emily và Edmond

### Gia đình Cáo
Cáo Freddy: là người có khứu giác rất tốt. Cậu muốn trở thành cảnh sát khi lớn lên và. Cậu mặc một chiếc áo sơ mi màu đỏ sẫm và đôi giày màu đen.
Cáo Ba: là ba của Freddy. Anh có một cửa hàng, một cái là cửa hàng cố định, một cái nằm trên chiếc xe tải. Cửa hàng của Cáo Ba có bán tất cả mọi thứ từ dây kéo; những lá cờ nhỏ đến cả cây cờ lớn; cây táo; cây chanh; gà; chiếc cúp bằng vàng được làm từ nhựa; đồng hồ; máy trộn hồ;... nhưng lại không có bán xăng.
Cáo Mẹ: là mẹ của Freddy. Cô là một y tá

### Gia đình Sói
Sói Wendy: là bạn của Peppa sau khi Heo Ba thiết kế một ngôi nhà cho gia đình cô và Bác Bò xây dựng nó
Sói Ba: là ba của Wendy. Anh thích thổi bay mọi thứ như trong truyện “Ba chú heo con” kể cả là ngôi nhà do Heo Ba mới vừa xây xong nhưng không thổi được vì nó rất chắc chắn.
Sói Mẹ: là mẹ của Wendy

### Những nhân vật khác
Cô Linh Dương: Cô là giáo viên dạy cho Peppa và các bạn ở trường học cũng như là lớp ba-lê
Heo Dì Dottie - Heo Dì Dottie là dì của Peppa và George, người đã gửi một con ngựa đồ chơi, mà Peppa và George gọi là "Ngón chân ngựa con lấp lánh". Cô chỉ được đề cập và không bao giờ nhìn thấy hoặc nghe thấy.
Hươu cao cổ Gerald -  Gerald Giraffe là đứa trẻ cao nhất trong phim vì là một con hươu cao cổ, và cậu thực sự rất tự hào về việc mình cao hơn nhiều so với tất cả những đứa trẻ khác.
Chuột túi Kylie: Cô xuất hiện lần đầu trong một tập phim cùng tên. Vì cô là một con chuột túi nên cô có thể nhảy cao hơn những người khác. Gia đình cô sống ở Úc.
Chuột túi Joey: Joey là em trai của Kylie. Cậu ở trong túi của Chuột túi Mẹ và cậu cũng bằng tuổi bé Alexander.
Chuột túi Ba: là ba của Kylie và Joey. Anh thích trời mưa vì nơi anh ấy sống rất ít khi mưa và thích nướng ngô
Chuột túi Mẹ: là mẹ của Kylie và Joey
Bác sĩ Gấu Nâu: là bác sĩ nơi Peppa sống và là ba của Gấu Belinda
Bác sĩ Thú y Hamster: là bác sĩ giúp các “vật nuôi” cảm thấy khỏe hơn và thường được gọi là “Bác sĩ Thú y Bay”
Bác Bò: là một người dọn rác, một công nhân xây dựng. Anh là đội trưởng của đội xây dựng và anh rất thích đào đường
Nữ Hoàng: là nhân vật dựa trên Nữ hoàng Elizabeth II của Vương quốc Anh. Bà là người trao huy chương cho cô Thỏ.
Gấu Belinda: là con của Bác sĩ Gâu Nâu, là bạn thân của Heo Chloe
Sóc Simon: là bạn thân của Heo Chloe
Lừa Delphine : Một con lừa người pháp xuất hiện qua thư tay của Heo Peppa và là bạn của Heo peppa .
Ông Khoai Tây: là một người nổi tiếng hay xuất hiện trên ti-vi, được Peppa yêu mến. Ông Khoai Tây khuyến khích bọn trẻ tập thể dục và ăn uống lành mạnh